# Villa Voyta
Villa Voyta je secesní stavba v pražské čtvrti Lhotka. V roce 1912 zde otevřeli manželé Vojtěchovi vilu s restaurací jménem Daliborka, které dostala podle nejstaršího vnuka Vojtěchových. V devadesátých letech dvacátého století byla budova upravena na hotel a později rozšířena. V roce 2021 hotel zkrachoval. 